# Агреліт
Агреліт (NaCa2Si4O10F) — рідкісний триклінний іносилікатний мінерал із чотирма періодичними одинарними ланцюгами кремнеземних тетраедрів.
Це напівпрозорий мінерал від білого до сірого, з перламутровим блиском і білою рисою. Має твердість за Моосом 5,5 і питому вагу 2,8. Типовим місцем розташування є лужний комплекс Кіпава, Квебек, Канада, де він зустрічається у вигляді пластинчастих пластин у пегматитових лінзах. Інші місця включають Мурманську область, Росія, льодовик Дара-і-Піоз, Таджикистан, і комплекс Сайма, Ляонін, Китай. Звичайними асоційованими мінералами в типовій місцевості є циркон, евдіаліт, власовіт, місерит, мосандрит-(Ce) і кальцит.
Агреліт демонструє рожеву флуоресценцію: сильно під короткохвильовим і слабко під довгохвильовим ультрафіолетовим світлом. Флуоресцентним активатором є переважно Mn2+, з незначною кількістю Eu2+, Sm3+ і Dy3+.
Він названий на честь Стюарта Улофа Агрелла (1913—1996), британського мінералога з Кембриджського університету.